# Новак Наталія Василівна
Новак Наталія Василівна (нар. 21 листопада 1955, м. Київ) — український політик, народна депутатка,  8-го скликання, громадська діячка, заступник голови Комітету з питань державного будівництва та місцевого самоврядування. Т.в.о. голови Національного агентства з питань запобігання корупції (з 20 жовтня 2019 року).

## Біографічні відомості
- Закінчила київську середню школу № 160.
- З відзнакою закінчила Київський національний університет ім. Т. Г. Шевченка та Міжрегіональну академію управління персоналом. Має три вищі освіти: історичну, юридичну та економічну.
- Трудову діяльність розпочала викладачем в 1973 році. З 1979 по 1993 рік викладала історію, суспільствознавство та правознавство в освітніх закладах Києва. Була нагороджена значком «Відмінник народної освіти».
- З 1993 по 2001 рік працювала на посадах завідувача відділу інформації і реклами, юрисконсульта та керівника юридичного відділу в установах м. Києва.
- З 2001 по 2009 очолювала в Київраді відділ з питань бюджету та соціально-економічного розвитку м. Києва.
- Тричі обиралася депутатом Київської міської ради — III, IV та V скликань. Займається активною громадською та політичною діяльністю.
- З 1998 року член партії «Реформи і Порядок». Обрана депутатом Київської міської ради V скликання від блоку Віталія Кличка ПОРА-ПРП. У Київраді входила до депутатської групи Віталія Кличка.
- У 2005 році отримала почесне звання «Заслужений економіст України»[2].

Член комісії з питань торгівлі, підприємництва, громадського харчування та послуг.
З листопада 2012 народний депутат Верховної Ради України VII скликання, № 11 у партійному списку партії УДАР.
На позачергових виборах до Верховної ради 2014 року обрана народним депутатом України за партійним списком (№ 16) від Блоку Петра Порошенка.
На місцевих виборах в Києві 2015 року балотувалася на посаду Київського міського голови від партії «Громадянська позиція».
Представляла Україну у  Венеціанській комісії з питання декомунізації.
Учасниця міжнародних семінарів та конференцій за програмами Світового банку та демократичних інституцій, а саме: “Боротьба з корупцією в органах місцевого самоврядування” (м.Рига), фінансування політичних партій (м. Тбілісі). Вивчала досвід Європейського суду з прав людини у Страсбурзі. Очолювала делегацію України на конференції держав-учасниць Конвенції ООН проти корупції в Абу-Дабі в 2019 році.
За критеріями Руху «Чесно» увійшла у число 25 найбільш доброчесних народних депутатів VIII скликання.
За версією журналу «Корреспондент» у 2019 році увійшла до рейтингу ТОП-100 найбільш впливових людей України.
21.10.2019 -15.01.2020 — тимчасово виконуюча обов’язки Голови Національного агентства з питань запобігання корупції.
З 2020 року є заступницею  голови політичної партії «Громадянський рух „Хвиля“».

## Особисте життя
Одружена, виховує двох доньок.